# Daleké Dušníky
Daleké Dušníky (en allemand : Duschnik) est une commune du district de Příbram, dans la région de Bohême-Centrale, en République tchèque. Sa population s'élevait à 407 habitants en 2020.

## Géographie
Daleké Dušníky se trouve à 7 km au sud-sud-est de Dobříš, à 15 km à l'est-nord-est de Příbram et à 43 km au sud-sud-ouest de Prague.
La commune est limitée par Svaté Pole au nord, par Rybníky au nord et à l'est, par Drhovy au sud-est, par Nečín au sud, par Ouběnice au sud-ouest et par Obořiště au nord-ouest.

## Histoire
La première mention écrite de la localité date de 1357.

## Administration
La commune se compose de deux quartiers :
- Daleké Dušníky
- Druhlice

## Transports
Par la route, Daleké Dušníky se trouve à 7 km de Dobříš, à 16,5 km de Příbram et à 49 km de Prague.